# Strophostyles leiosperma
Strophostyles leiosperma là một loài thực vật có hoa trong họ Đậu. Loài này được (Torr. & A.Gray) Piper miêu tả khoa học đầu tiên.